# NGC 4568
NGC 4568 (другие обозначения — UGC 7776, IRAS12340+1130, MCG 2-32-152, VCC 1676, ZWG 70.188, VV 219, KCPG 347B, PGC 42069) — галактика в созвездии Дева.
Этот объект входит в число перечисленных в оригинальной редакции «Нового общего каталога».
В галактике вспыхнула сверхновая SN 2004cc типа Ic, её пиковая видимая звездная величина составила 17,5.
В галактике вспыхнула сверхновая SN 1990B типа Ib. Её пиковая видимая звёздная величина составила 17.
Взаимодействует с галактикой NGC 4568. Пара находится на начальной стадии взаимодействия.